# Pseudothyridium diversipes
Pseudothyridium diversipes är en skalbaggsart som beskrevs av Ohaus 1912. Pseudothyridium diversipes ingår i släktet Pseudothyridium och familjen Rutelidae. Inga underarter finns listade i Catalogue of Life.